# Război în Rai

Înfrângerea îngerilor răzvrătiţi (Pieter Bruegel)

Războiul în Cer este o expresie folosită în Apocalipsa lui Ioan cu privire la un conflict între îngerii conduși de arhanghelul Mihail și balaurul (identificat ca diavol și satana).
„Și s-a făcut război în cer: Mihail și îngerii lui au pornit război cu balaurul. Și se războia și balaurul și îngerii lui. Și n-a izbutit el, nici nu s-a mai găsit pentru ei loc în cer. Și a fost aruncat balaurul cel mare, șarpele de demult, care se cheamă diavol și satana, cel ce înșală pe toată lumea, aruncat a fost pe pământ și îngerii lui au fost aruncați cu el.”—Apocalipsa lui Ioan, 12: 7-9